# Castellar de la Muela
Castellar de la Muela är en kommun i Spanien.   Den ligger i provinsen Provincia de Guadalajara och regionen Kastilien-La Mancha, i den centrala delen av landet, 170 km öster om huvudstaden Madrid. Arean är 21,4 kvadratkilometer.
Terrängen i Castellar de la Muela är platt åt sydväst, men åt nordost är den kuperad.